# 異端審問長官
異端審問長官（いたんしんもんちょうかん、ラテン語：Inquisitor Generalis）は、スペイン異端審問所の最高権威者。日本語訳としては、他に異端審問所長官や大審問官がある。
最初の、そしておそらく最も有名な異端審問長官は、ドミニコ会のトマス・デ・トルケマダである。

## 歴史
異端審問長官の任命は、スペイン国王の提案を踏まえて教皇が行うこととされていたが、実際のところ教皇は国王の指名した人物を追認するに留まっていた。任命がなされた後、教皇は勅書を発して、その中で異端を鎮圧する権限を新たな異端審問官に委任し、また地方裁判所の判決に対するすべての控訴における最高裁判事の地位を与えた。以降、その異端審問官は、ローマの仲介なしに行動できるようになった。異端審問長官は事実上、教会の権威に基づくというよりも王制の下での役職だったが、依然として教皇の代理扱いであったため、国王では解任できず、また空席となった場合に地方裁判所は行動を起こせなかった。
19世紀のカディス裁判所の決議により、フアン・アントニオ・リョレンテの著書で厳しく批判された異端審問は、完全に廃止された。正確には、スペイン国王フェルナンド7世の聴罪司祭であり、ヘラクレイアの名目上の大司教でもあったカナリア諸島の司祭クリストーバル・ベンコモ・イ・ロドリゲスが、国王自身によって異端審問長官に指名されたものの、ベンコモ当人がこれを拒否した。これは、とりわけカディス憲法の公布以降、聖務省が世俗からも教会からも多くの支持を得られず、やがて消滅する運命にあるとベンコモが理解していたことに起因している。彼に代わって、タラソナ司教のヘロニモ・カスティリョン・イ・サラスが最後の異端審問長官に就任した。